# Autarkie
Autarkie ist die wirtschaftliche Unabhängigkeit eines Privathaushalts, einer Region oder eines Staates durch die vollständige oder teilweise Selbstversorgung mit Gütern und Dienstleistungen.

## Etymologie
Der Begriff Autarkie leitet sich aus dem Altgriechischen ab. Er hat seine Wurzeln in den Worten autárkeia (αὐτάρκεια), in poetischer Form autarkía (αὐταρκία), sowie autárkēs (αὐτάρκης), was „selbstgenügsam, über ausreichende Mittel verfügend, unabhängig“ bedeutet. Diese Begriffe wiederum sind zusammengesetzt aus autós (αὐτός), was „selbst, eigen“ bedeutet, und arkein (ἀρκεῖν), was für „abwehren, helfen, genügen, ausreichen“ steht.
Zum einen wird die Autarkie als jener Zustand bezeichnet, in dem der Mensch „sich selbst genügt“, also keines anderen Menschen bedarf und von allen äußeren Gütern unabhängig ist. Zum anderen – diese Verwendung wird Aristoteles zugeschrieben – bezeichnet die Autarkie schlicht ein „genügendes Auskommen“ des Menschen. In diesem Zusammenhang wird der Begriff auch konnotativ mit „zufrieden“ oder „sicher“ gleichgesetzt.
Das Adjektiv autark bedeutet, „auf niemandes Unterstützung oder Weisung angewiesen“ zu sein. Es kann unter anderem Personen, Organisationen oder Abteilungen in Unternehmen beschreiben, die eigenverantwortlich und selbstbestimmt handeln können. Es wird in der Biologie, der Informatik, der Ökologie, der Psychologie, dem Bauwesen und der Politik benutzt. Speziell bei Regionen und Ländern tritt der Aspekt wirtschaftlicher Unabhängigkeit in den Vordergrund.
In der heutigen Sprachverwendung wird der Begriff der Autarkie primär im wirtschaftlichen Kontext gebraucht und bringt dabei zumeist die materielle und ökonomische Unabhängigkeit eines Einzelnen, einer Gruppe oder eines Staates zum Ausdruck. Wirtschaftlich vollständig autark wäre ein Land, das alles, was es benötigt, selbst besitzt oder erzeugt, oder das seinen Bedarf auf das beschränkt, was es selbst erzeugen kann. Unter diesen Aspekten beschreibt Autarkie einen Zustand der Selbstversorgung, in dem ein Land nicht mehr auf die Einfuhr oder die Ausfuhr von Waren angewiesen ist sowie auf sämtliche auswärtige finanzielle Transaktionen verzichten kann und in diesem Sinne vollständige wirtschaftliche Selbständigkeit erlangt hat.
Synonyme für autark sind: unabhängig, souverän, eigenständig, frei, selbständig, autonom, ungebunden.

## Messung
Die Selbstversorgung mit bestimmten Produkten kann durch den Selbstversorgungsgrad gemessen werden. Diese volkswirtschaftliche Kennzahl stellt in einem Staat die Bruttoeigenerzeugung dem Verbrauch gegenüber. Bei Agrarprodukten spielt der Selbstversorgungsgrad eine große Rolle, weil diese das Grundbedürfnis auf Nahrung befriedigen, das nach Möglichkeit nicht durch Importe gedeckt werden soll. Der Selbstversorgungsgrad zeigt an, inwieweit das Ziel der Versorgungssicherheit erreicht ist. Einige Agrarprodukte weisen in vielen Industriestaaten einen Selbstversorgungsgrad von 100 % oder mehr auf. Hier besteht partielle Autarkie durch Selbstversorgung (Subsistenzwirtschaft). Mit dem Selbstversorgungsgrad ist der Agrarprotektionismus eng verbunden; dieser hat auch zum Ziel, die Autarkie zu stärken.

## Geschichte
Im antiken Griechenland war die Autarkie ein zentraler Aspekt des politischen Denkens und nahe an den Bereichen der Politik und der Ökonomie angesiedelt. Herodot beschrieb das Wesen der Autarkie als ein „politisches Ideal“. Nach ihm solle das Territorium einer Polis, vor allem im landwirtschaftlichen Bezug, so ertragreich sein, dass alle Bewohner eines Landes mit ausreichenden Gütern unabhängig versorgt und damit ernährt werden können. Für Aristoteles beruhte das gesamte politische System der Polis auf der Aufrechterhaltung der Autarkie, durch die ein Gemeinwesen erst möglich sein könne. Allerdings waren sich Herodot und Aristoteles darüber bewusst, dass vollständige Autarkie praktisch kaum zu realisieren ist und oft mit verschiedenen Einschränkungen einhergeht. Deshalb betonten beide Philosophen, dass sich Menschen mit dem zufriedengeben sollten, was sie erreichen können. Ziel müsse es stets sein, eine höchstmögliche wirtschaftliche Unabhängigkeit anzustreben. Gelinge das nicht, so führe dies zum Verlust der lokalen Selbstverwaltung und somit unweigerlich in eine Fremdherrschaft. Bei Platon ist die Autarkie ein Kennzeichnen des höchsten Wertes und das Hauptziel des idealen Staates. Der Mensch ist nach platonischer Ansicht nicht autark, kann aber indirekt zu einer gewissen Autarkie gelangen. Der eine Weg besteht darin, dass sich die einzelnen Menschen zur politischen Gemeinschaft zusammenschließen. Ein anderer Weg verlangt, dass der Mensch innerlich unabhängig wird von äußeren Lebensumständen, was nahezu unmöglich ist.
Im Gegensatz zur dominierenden Selbstversorgung im antiken Griechenland wurde die florierende Wirtschaft im Römischen Reich durch einen gut vernetzten Land- und Seehandel und den damit verbundenen Wohlstand geprägt. Max Weber wie auch Hans Delbrück führten den Untergang Roms maßgeblich auf einen Rückfall in die autarke Naturalwirtschaft zurück. Ausgelöst durch die Bildung römisch-katholischer Gemeinden, entstanden Güter, Sprengel, später ganze Kirchenprovinzen, die zunehmend den Charakter eines autarken Herrschaftsgebildes annahmen. So war die monastische Autarkie, unter anderem in Form eines Klostergartens, bereits im 6. Jahrhundert in den Regula Benedicti fest vorgegeben. Letztlich führte die gezielt herbeigeführte Herauslösung aus der städtischen Wirtschaft und die Entkopplung vom transnationalen Handel Schritt für Schritt in eine Autarkie, die zur Grundlage des mittelalterlichen Feudalsystems wurde. Armut, Bescheidenheit, Buße und Predigt waren die wesentlichen Elemente dieser Zeit. Das von der Kirche propagierte Armutsideal verbot fremde Einkünfte, sodass die Bevölkerung auf möglichst autarke eigene Höfe angewiesen war. Ab dem 13. Jahrhundert verloren die weitgehend autarken Grundherrschaften ihre vorherrschende Stellung. Der städtische Markt und der länderübergreifende Handel mit seiner Geldwirtschaft begannen in Europa das ökonomische Leben zu dominieren.
Eine nahezu vollständige Autarkie, verbunden mit gezieltem Isolationismus, starker Prosperität sowie hohem Lebensstandard und Bevölkerungswachstum, zeigt die Wirtschaftsgeschichte der Qing-Dynastie in China von etwa 1644 bis 1839 auf. Adam Smith bezeichnete 1776 in seinem Hauptwerk Der Wohlstand der Nationen China als eines der „reichsten, fruchtbarsten, gewerblich fleißigsten, kultiviertesten und wohlhabendsten Länder“ der Erde. Als Vorteil nannte er die Größe des Landes, seine Bodenschätze, vor allem aber den erfolgreich praktizierten chinesischen Binnenhandel. Dieser bewahre Menschen vor Hungersnöten und sei „das beste Mittel zur Milderung einer Verknappung und Teuerung unter den verschiedenen Provinzen eines Landes“. Da aber nicht jeder Staat über ähnliche Voraussetzungen verfügt, kam Smith zu dem Ergebnis, dass mittels Freihandel der „Mangel in dem einen Land durch den Überfluss in dem anderen“ leicht ausgeglichen werden könne. Dabei solle der betroffene Wirtschaftsraum seine Einfuhren auf Waren beschränken, die er selbst nicht herstellen oder produzieren kann. Adam Smith zeigte sich davon überzeugt, dass Freihandel nicht nur zu größerem Wohlstand führt, sondern auch das „Band der Freundschaft“ zwischen den Staaten herstellt.
Die Autarkie bezeichnete Adam Smith als eine Art von „Schutz gegenüber dem internationalen Handel“. In Verbindung mit dieser Aussage definierten britische Nationalökonomen später, dass „eine Wirtschaftspolitik der Autarkie darauf abziele, ein Land daran zu hindern, internationalen Handel zu betreiben“. Diese Definition ist umstritten, da insbesondere die britische Wirtschaftsgeschichte nicht selten einen „einseitigen Freihandel“ aufweist. So versuchte das Vereinigte Königreich wiederholt, das Britische Weltreich gegenüber dem Rest der Welt durch Schutzzölle oder geschlossene „Freihandelszonen“ abzuschirmen. Desgleichen bezeichnete Mahatma Gandhi den britischen Freihandel als einseitig, da er andere Länder in die Abhängigkeit britischer Exporte zwinge. Tatsächlich blieben einige Ex-Kolonien des Folgekonstrukts Commonwealth of Nations bis weit in die 1970er Jahre hinein in erster Linie von Großbritannien abhängig. Und auch zuletzt verfolgten offizielle britische Regierungsvertreter im Zusammenhang mit dem Brexit die Vision eines „globalen Großbritanniens“ nebst geschlossenen Freihandelszonen.
Ebenso beteiligten sich die Vereinigten Staaten während der Präsidentschaft von Donald Trump nicht an der Fortentwicklung des Freihandelssystems, sie schlossen keine Freihandelsabkommen und bemühten sich zudem um die Beendigung beziehungsweise Rückabwicklung getroffener multilateraler Vereinbarungen. Damit verfolgten die Vereinigten Staaten, nach Ansicht verschiedener Wirtschaftsexperten, eine Abschottungspolitik, verbunden mit dem Streben nach größerer wirtschaftlicher Autarkie, bei der Importe durch Zölle erschwert, jedoch Exporte teilweise erzwungen wurden. Dabei sind die Handelskonflikte der Vereinigten Staaten mit der Volksrepublik China und der Europäischen Union von einer Lösung weit entfernt. Im US-Wahlkampf 2020 sprach sich auch der Trump-Herausforderer und derzeitige Präsident Joe Biden für einen radikalen Protektionismus und für eine noch stärkere Abschottung des US-Binnenmarkts aus.

## Deutschland
In Deutschland beschäftigten sich Ökonomen und Philosophen ebenfalls sehr früh mit der Autarkie-Theorie. Den Gedanken der wirtschaftlichen Selbstversorgung vertieften in umfangreichen Werken unter anderem List, Müller, Kant, Fichte, Hegel, Feuerbach, Treitschke, Mommsen und Marx.
Beispielsweise erwartete sich Immanuel Kant – als Zeitgenosse von Adam Smith – vom Ausbau internationaler Handelsbeziehungen ebenfalls eine Eindämmung des kriegerischen Konfliktverhaltens der Staaten: „Es ist der Handelsgeist, der mit dem Kriege nicht zusammen bestehen kann und der früher oder später sich jedes Volkes bemächtigt.“ Allerdings war Kant kein Anhänger eines bedingungslosen Freihandels und betonte:

„Dem Staat muss das Recht der Verbote der Einfuhr zustehen, damit die Erwerbsmittel dem Untertanen zum Besten und nicht zum Vorteil der Auswärtigen und Aufmunterung des Fleißes anderer befördert werden, weil der Staat, ohne Wohlhabenheit des Volkes, nicht Kräfte genug besitzt, auswärtigen Feinden zu widerstehen und sich selbst als gemeines Wesen so nicht erhalten kann.“

Sinngemäß führte er in seinen Ausführungen Zum ewigen Frieden (1795) fort, dass der Staat zur Sicherung der Freiheit und Selbständigkeit seiner Bürger gestaltend in die wirtschaftliche Entwicklung eingreifen müsse. Dazu gehören, laut Kant, Maßnahmen, die geeignet sind, die technologische, organisatorische und wissenschaftliche Kompetenz eines Landes zu heben. So könne bei einem Entwicklungsdefizit die temporäre Abschottung des Binnenmarktes von Produkten aus dem Ausland zwingend erforderlich sein.
In seiner im Jahr 1800 publizierten Schrift Der geschlossene Handelsstaat entwarf Johann Gottlieb Fichte die Grundzüge eines autarken Nationalstaates. Grundlagen dieses Staates sind die Freiheit durch Vernunft sowie die wirtschaftliche und politische Autarkie. Den internationalen Handel beurteilte Fichte kritisch, da die Ungleichgewichte in den Handelsbilanzen der verschiedenen Nationen zu einem „allgemeinen geheimen Handelskrieg“ führen. Dazu hielt er fest:

„Die wahre Ursache von Kriegen liegt im streitenden Handelsinteresse der Nationen. Es entsteht ein endloser Krieg aller im handelnden Publikum gegen alle, als Krieg zwischen Käufern und Verkäufern. Und dieser Krieg wird heftiger, ungerechter und in seinen Folgen gefährlicher, je mehr die Welt sich bevölkert. Die Produktion und die Künste [gemeint ist damit der technische Fortschritt] steigen und dadurch die in Umlauf kommende Ware an Menge und mit ihr das Bedürfnis aller sich vermehrt und vervielfältigt.“

Als Gegenmittel empfahl Fichte den geschlossenen Handelsstaat, dessen Regierung die eigene Nation gegen alle Einflüsse von außen abschirmt und mit einem vernünftigen Gleichmaß sowie mit strenger Gerechtigkeit herrscht. Unumgängliche Grundlage dieses Staates müsse die Fähigkeit zur Autarkie sein. Obwohl Fichtes Handelssystem eine gewisse Nähe zu sozialistischen Staatsutopien nicht abgesprochen werden kann, bleibt für ihn das private Eigentum unantastbar. Dieses private Eigentum begreift Fichte als existentielle Basis individueller Existenz, da ohne Eigentum keine Freiheit möglich sei. Fichte verstand unter Nationalismus keine Ideologie, sondern die Überwindung der deutschen Kleinstaaterei.
Gleichermaßen untersuchte Adam Heinrich Müller, als Hauptvertreter der politischen Romantik, in seinem Werk Die Elemente der Staatskunst (1809) die geistigen Grundlagen von wirtschaftlich entwickelten Nationen, wie diese ihren Reichtum für alle Gesellschaftsschichten nutzbringend anwenden und eine gerechte Weltordnung erzeugen können. Zentral ist dabei seine Kritik am Liberalismus, der dem Gemeinwohl entgegenstehe. Adam Smiths Freihandelskonzept lehnte Müller ab und hob die „kräftigende Wirkung, die eine autarke Wirtschaft auf den Gemeinschaftssinn ausübt“, hervor.
Friedrich List schlug in seinem Hauptwerk Das nationale System der politischen Ökonomie (1841) als Reaktion auf die sich anbahnende britische Freihandelspolitik einen verstärkten Zollschutz junger und noch nicht weltmarkttauglicher Industrien gegenüber der übermächtigen britischen Konkurrenz vor. List war kein Gegner autarker Wirtschaftsformen, jedoch auch kein Feind transnationaler Verflechtungen. Er empfahl eine reichhaltige Mischung wirtschaftspolitischer Maßnahmen, mit denen nachholende Ökonomien ihre Stellung in der Weltwirtschaft optimieren können. Für Deutschland war List außerdem ein Vorkämpfer des 1834 geschaffenen Zollvereins. International einflussreich wurden seine Theorien lange nach seinem Tod für die Wachstumsstrategien von Entwicklungsländern.
Die heftigste Kritik am Freihandel liefert der Marxismus. Er versteht sich auch heute als klassische Gegentheorie zur liberalen Lehre und besagt, dass Freihandel abzulehnen ist, weil er die Freiheit des Kapitalverkehrs zur Grundlage hat. Ohne nationale Barrieren für das Kapital trete der Gegensatz zwischen den Klassen noch stärker hervor („gewissenlose Handelsfreiheit“). Zudem verschärfe der Freihandel die nationale und internationale Ungleichheit, was niemals friedensfördernd sein könne. Zur Autarkie analysierte Karl Marx, dass kapitalistische Länder niemals autark sein können, da der Kapitalismus immer auf Expansion angewiesen ist. Deshalb sei „in einer internationalen Produktionsweise jeder Gedanke an das längerfristige Überleben einer autarken Wirtschaftsorganisation ein Hirngespinst“. Infolge dieser Ambivalenz haben kommunistische Bewegungen die Autarkie zu verschiedenen Zeiten als Ziel angenommen oder abgelehnt.

### Deutsches Kaiserreich
Während des raschen Wirtschaftswachstums ab 1850 hatte sich die deutsche Wirtschaftsentwicklung von den Autarkiebestrebungen des Merkantilismus auf Laissez-faire und Internationalismus verlagert. Bismarck und mit ihm alle Deutschen Kaiser förderten den internationalen Handel. Im April 1866 erklärte Georg Siemens, der bald die Deutsche Bank gründete: „Seit wir nämlich durch Abschließung des französischen Handelsvertrages unsere ganze Handelspolitik geändert haben und in den Freihandel übergegangen sind, seit diesem Augenblick sind wir in das westeuropäische System übergegangen.“
Dass 1871 mitten in Europa ein wirtschaftlich starker, ihren kontinentalen Nachbarn überlegener großer Einheitsstaat entstand, bedeutete eine geopolitische Revolution. Die Mitte Europas war bis dahin staatlich fragmentiert gewesen. Innerhalb kürzester Zeit gelang es Deutschland, eine fundierte und erfolgreiche Wirtschaftspolitik weit über seine Grenzen hinaus zu führen. Dies war möglich geworden, weil sich das Deutsche Kaiserreich auf vielfältige Weise in die Weltwirtschaft einband. Die intensivsten Handels- und Finanzkontakte bestanden dabei mit anderen europäischen Ländern sowie den Vereinigten Staaten und hatten keinerlei imperialistische Bedeutung. Nach Großbritannien verfügte Deutschland bald über die größte Handelsflotte der Welt. Als Kapitalexporteur stand Deutschland hinter Großbritannien ebenfalls an zweiter Stelle. Seine Handelshäuser und Großkonzerne bauten Geschäftsbeziehungen in alle Welt auf. Deutschland war nicht nur Nutznießer, sondern aktiver Mitgestalter der großen wirtschaftlichen Globalisierungswelle vor dem Ersten Weltkrieg. Dieser entpuppte sich dann im Wesentlichen als Handelskrieg.
Nach der britischen Kriegserklärung vom 4. August 1914 verhängte Großbritannien gegenüber dem Deutschen Reich eine Seeblockade. Am 2. November 1914 erklärte die britische Admiralität die gesamte Nordsee zum Kriegsgebiet und legte für die neutrale Schifffahrt bestimmte Routen fest, um Schiffe leichter zur Kontrolle in englische Häfen zu zwingen. Mit militärischem und diplomatischem Druck wurden nahezu alle neutralen Staaten gezwungen, keinen Handel mit Deutschland zu treiben und die britische Kontrolle über den Seehandel zu akzeptieren. Die Seeblockade verstieß gegen das Völkerrecht, erwies sich aber als sehr wirksame und dauerhafte Waffe gegen die deutsche Wirtschaft und gegen die notleidende Bevölkerung, für die sie zur „Hungerblockade“ wurde. Auch nach dem Waffenstillstand von Compiègne im November 1918 setzten die Briten die Blockade fort. Nach damals überwiegend vorherrschender Meinung wurde damit Deutschland gezwungen, eine Politik der Selbstversorgung einzuschlagen.

### Weimarer Republik
Nicht zuletzt unter der Erfahrung der britischen Seeblockade knüpften nach 1918 Ökonomen, Politiker, Publizisten und Soziologen verschiedener politischer Couleur an das Konzept eines geschlossenen, autarken Wirtschaftsraums an. Dazu zählten unter anderem Max Weber, Werner Sombart, Karl Renner, Heinrich Braun, Edgar Jaffé, Robert Michels, Emil Lederer, Eduard Spranger, Robert Friedlaender-Prechtl, Ferdinand Fried.
So prägte beispielsweise zu dieser Zeit Max Weber in Anlehnung an Aristoteles die These „Autarkie des Oikos“, wonach ein geschlossener, selbstgenügsamer Großhaushalt keinen Markt benötigt. Oder Karl Renner, der bei seinen Autarkieüberlegungen zu dem Ergebnis kam: „Beinahe jedes Stück Erdfläche, selbst die Schneefelder der Eskimos, kann in völliger Isolierung noch Menschen nähren.“ Und Werner Sombart erhoffte sich die Überwindung des „ökonomischen Zeitalters“ durch eine starke Führerpersönlichkeit, wirtschaftliche Autarkie sowie die Hebung des Bauernstandes.
Erheblich dezimiert wurde die deutsche Wirtschaftskraft nach Kriegsende durch die Bestimmungen des Versailler Vertrags. Deutschlands Industrieproduktion war 1919 auf den Stand von 1888 zurückgefallen. Das Deutsche Reich musste zahlreiche Gebiete abtreten und verlor dadurch 26 % seiner Steinkohleförderung sowie 44 % der Roheisen- und 38 % der Stahlproduktion. Die Abtretung Elsass-Lothringens bedeutete den Verlust von 70 % der gesamten deutschen Erzförderung. Die Landwirtschaft verlor insgesamt einen Flächenanteil von 14 %.
Verschärfend auf die Autarkiedebatten wirkte sich zudem aus, dass Deutschland keinen uneingeschränkten Zugang zum Weltmarkt erhielt, seinen Markt öffnen, Zölle reduzieren und den Siegermächten einseitig die Meistbegünstigung einräumen musste. Dazu kamen enorme Reparationsforderungen, die größtenteils mit Waren oder in Devisen zu erbringen waren. Die Beschaffung ausreichender Devisen erwies sich infolge der handelspolitischen Beschränkungen als nahezu unmöglich, sodass zur Zeit der Weimarer Republik das Erreichen einer größtmöglichen Autarkie eine der wichtigsten ökonomischen und politischen Herausforderungen darstellte.
Bei der Nahrungsmittelproduktion sollte dieses Ziel beispielsweise durch den vermehrten Gebrauch von Mineraldünger zur Ertragssteigerung realisiert werden. Während es für die Düngemittelindustrie möglich war, Stickstoff und Kalium im eigenen Land zu beziehen und herzustellen, musste Phosphat gegen Devisen importiert werden. Um dies zu vermeiden, begann die Forschung über die Pflanzenverfügbarkeit von Phosphat im Boden. Neben Feld- und Gefäßversuchen führten staatliche Institutionen gemeinsam mit der Industrie Laborversuche mit Bodenorganismen durch, um die landwirtschaftlichen Erträge zu steigern. Garten- und Siedlungsplaner entwickelten Konzepte der „Selbstversorgung für Jedermann“. Diese besagten, dass jeder über ausreichend Gartenland verfügen müsse, um die für die eigene Ernährung notwendigen Lebensmittel anbauen zu können. Zudem wurden erfolgreich Konzepte zur Kreislaufwirtschaft und zu Anbaumethoden entwickelt, welche die Bodenfruchtbarkeit nachhaltig verbesserten.
Auch auf anderen Gebieten, wie bei der Umwandlung von Kohle in synthetisches Benzin, setzten die Autarkiebestrebungen ein gewaltiges Innovationspotential frei. Von den zwischen 1919 und 1933 verliehenen 36 naturwissenschaftlichen Nobelpreisen ging jeder dritte an einen Forscher aus Deutschland. Zur Erhaltung und Förderung der Forschung wurde die Notgemeinschaft der Deutschen Wissenschaft gegründet. Der Staat trat dabei als Auftraggeber und Finanzier auch nichtstaatlicher Institutionen auf.
Ab der zweiten Hälfte der 1920er Jahre stellte der vom Reichstag eingerichtete „Enquete-Ausschuss zur Untersuchung der Erzeugungs- und Absatzbedingungen der deutschen Wirtschaft“ einen Trend zur zunehmenden Autarkie fest. So sank beispielsweise der Anteil der gesamten Agrareinfuhren von 21,9 % im Jahr 1925 bis auf 9,6 % im Jahr 1931. Der deutliche Anstieg der Selbstversorgung wurden vor allem den agrar- und handelspolitischen Maßnahmen zugeschrieben.
Spätestens nach Ausbruch der Weltwirtschaftskrise (1929) war das Thema Autarkie in Deutschland allgegenwärtig. Dabei waren antiliberale Wirtschaftstheorien und der Ruf nach Abschottung vom Welthandelssystem keineswegs ureigene Domänen nationalsozialistischer Programmatik. Für eine Totalautarkie setzten sich grundsätzlich alle konservativen Parteien ein. Eine prinzipiell radikale, tatsächlich aber abgemilderte Autarkie forderten die NSDAP, die VNR und die KVP. Die KPD strebte eine Vollautarkie mit geistig-kultureller Verselbständigung nach russischem Vorbild in einem Sowjetdeutschland an. Der Landbund, die DNVP, verschiedene Bauernparteien und auch die Bayerische Volkspartei wollten eine ökonomische Teilautarkie (Agrarautarkie, Währungsautarkie). Die DDP verneinte eine Wiederherstellung des „Manchesterliberalismus“, lehnte aber genauso wie das Zentrum, die DVP und die SPD vom Grundsatz her jegliche Autarkie ab.
Dessen ungeachtet unterstützten alle Kabinette der Weimarer Republik mittels Subventionen die Produktion heimischer Waren sowie die Forschung und Entwicklung von Ersatzstoffen. Die Subventionspolitik trat erstmals in der Weimarer Zeit in Erscheinung. Sie wurde als wichtiges sowie modernes Instrument der Wirtschaftspolitik betrachtet und systematisch in großem Maße genutzt. Hauptsächliche Nutznießer der Subventionen waren die Landwirtschaft, die Chemie und die Schwerindustrie. Der Zusammenbruch des Welthandels und die außenwirtschaftliche Entflechtung führten zu einer neuen Autarkiepolitik. In dieser dominierten aufgrund der Weltwirtschaftskrise, der hohen Arbeitslosigkeit, der Kapitalknappheit, der internationalen Kapitalverflechtung, der Zinslast und des Rückzugs vieler anderer Volkswirtschaften aus dem Welthandel ausschließlich wirtschaftliche Aspekte.
Vor diesem Hintergrund schränkte die Regierung Brüning durch mehrere Notverordnungen im Jahr 1932 den freien Kapitalverkehr ein. Verbunden mit der Erhebung einer Reichsfluchtsteuer wurde der gesamte Außenhandel auf eine Devisen-Zwangsbewirtschaftung umgestellt. Private Devisenbestände waren der Reichsbank anzuzeigen. Über zentrale Devisenstellen lenkte und kontrollierte fortan der Staat jede einzelne Firma, die Handel mit dem Ausland betrieb. Dies war jedoch kein deutscher Alleingang. Weltweit kristallisierten sich abgegrenzte Handelsblöcke heraus, wobei Großbritannien und Frankreich mit ihren Kolonien eigene Blöcke bildeten.
Neben dem Deutschen Reich führten 15 andere europäische und sieben außereuropäische Länder eine Devisenbewirtschaftung ein. Da in diesen Staaten nur wenige Devisen vorhanden waren, versuchten die Regierungen dieser Länder auf Grundlage bilateraler Verträge den Außenhandel ohne Devisen mittels direktem Warentausch abzuwickeln. Deutschland schloss 1932 mit mehreren osteuropäischen Staaten sowie Österreich und Dänemark bilaterale Verrechnungsabkommen. Die Abwicklung erfolgte auf Basis eines Clearing-Verfahrens, bei dem die beiden beteiligten Länder den Wert der Außenhandelsgüter sich auf Clearingkonten gegenseitig gutschrieben und versuchten zu einem Ausgleich zu kommen. Mit diesen autarken Kompensationsgeschäften unterliefen die teilnehmenden Länder das Meistbegünstigungsprinzip sowie das gesamte Börsen-, Kredit- und Zinssystem, insbesondere der britischen und US-amerikanischen Finanzoligarchie.

### NS-Zeit
Nach der Ernennung Adolf Hitlers zum Reichskanzler wurde die Autarkie ein Schlagwort für die ökonomische Kompetenz der NSDAP und ein erklärter Bestandteil der nationalsozialistischen Wirtschaftspolitik. Zur Ideologie erhoben, stellte zunächst die Autarkiepolitik nichts anderes als eine Fortsetzung der ergriffenen Maßnahmen während der Weimarer Republik dar, allerdings in erheblich größerem Ausmaß. Dass die Nationalsozialisten den eingeschlagenen Weg weitergingen, kam zum Beispiel im „Wirtschaftlichen Sofortprogramm“ von 1932 zum Ausdruck. In diesem wurde postuliert, dass bei der Rohstoffeinfuhr befreundete europäische Staaten zu bevorzugen seien, insbesondere wenn sie im Gegenzug bereit wären, deutsche Fertigwaren zu importieren.
Hitler selbst hat den Begriff der Autarkie immer nur als Annäherungsgröße verstanden und den vorübergehenden Notcharakter der Maßnahmen betont. In der Regierungserklärung vom 23. März 1933 erläuterte er, dass „die geographische Lage des rohstoffarmen Deutschland eine Autarkie für unser Reich nicht vollkommen zulässt.“ Demzufolge definierten in der Folgezeit die Nationalsozialisten den Begriff der Autarkie recht unterschiedlich. So gab Werner Daitz, Leiter der Abteilung Außenhandel im Außenpolitischen Amt der NSDAP, vor:

„Die NSDAP versteht unter Autarkie das Lebensrecht jedes Volkes und jeder Nation, seine Wirtschaft so zu gestalten, daß sie ihm eine Burg ist, in der es im Falle handelspolitischer, kriegerischer oder gar währungspolitischer Verwicklungen nicht ausgedurstet oder ausgehungert werden kann.“

Eine weitere offizielle Definition lieferte Heinrich Hunke, NS-Wirtschaftsideologe und Abteilungsleiter im Reichsministerium für Volksaufklärung und Propaganda, der festhielt:

„Autarkie war uns niemals ein Gegensatz zum Außenhandel. Wir sind immer Gegner einer Autarkie im Sinne der Insularität gewesen. Wir haben es aber von jeher für unabweisbar notwendig gehalten, daß psychologisch und praktisch der Schwerpunkt der Wirtschaft unseres Volkes stets in unserem eigenen Raume liegt, daß die Ernährung unseres Volkes innerhalb seiner Grenzen gesichert ist, und daß die notwendigen Nahrungsmittel und Rohstoffe, die in unserem Lande nicht vorhanden sind, weil die Rohstoffbasis oder weil die Anbaufläche nicht ausreicht, in erster Linie dort gekauft werden, wo sie im Falle von Verwicklungen im Bereich der eigenen Waffen liegen. Wir reden also nicht einer möglichen Insularität, das Wort, wohl aber von einer Autarkie im Sinne planvoller, vom Gesichtspunkt der eigenen Sicherheit geleiteten Einfuhr. Gewiß, das Wort Autarkie ist doppeldeutig. Wir sehen aber keinen Grund, diese Bezeichnung jetzt zu ersetzen, nachdem wir sie Jahre hindurch verfochten haben. Begriffe können ihre Bedeutung wechseln, aber politische Bewegungen müssen auch den letzten Anschein meiden, als ob sie ihre Ziele wechseln.“

In der Praxis kamen der Autarkie und der Außenwirtschaft nur eine dienende Funktion für machtpolitische Ziele des Nationalsozialismus zu. Respektive wurde die Autarkie im Sinne einer völligen Selbstgenügsamkeit aus völkischen Gründen abgelehnt, weil das nach Auffassung Hitlers einer „Selbstaufgabe im Lebenskampf“ gleichgekommen wäre. Es ging dem NS-Regime nicht um Verzicht, sondern um eine Lenkung der Ökonomie durch Interventionen. Die Selbstversorgung blieb abhängig von der jeweils aktuellen innen- und außenpolitischen Konstellation sowie von der jeweiligen aktuellen Wirtschaftspolitik.
Allgemein war in Deutschland die Zeit zwischen 1933 und 1939 von technischem Fortschritt und wirtschaftlichem Aufschwung gekennzeichnet. Die Mehrheit der deutschen Bevölkerung verband damit ein Gefühl steigender sozialer Sicherheit. Der Historiker Götz Aly prägte in diesem Zusammenhang den Begriff „Wohlfühldiktatur“. Im Mittelpunkt stand zunächst die schnelle Durchsetzung umfangreicher Maßnahmen zur Arbeitsbeschaffung, wie das Reinhardt-Programm. Neben dem Straßenbau senkte das NS-Regime die Arbeitslosigkeit insbesondere durch Wohnungsbauprogramme, Steuererleichterungen, Durchführung von Fortbildungskursen und die Schaffung staatlich subventionierter Beschäftigungsmöglichkeiten, zum Beispiel als Land- und Erntehelfer oder Fürsorgearbeiter. Zahlreiche Kampagnen zum bevorzugten Kauf in Deutschland hergestellter Produkte sollten zusätzlich Konsumbereitschaft und Binnennachfrage anregen.
Im Zuge der Autarkiebestrebungen forcierte die Regierung ab 1935 den Aufbau einer Ersatzstoffproduktion vor allem auf den Gebieten der Benzin- und Kautschuksynthese sowie der Kunstfaserproduktion: Der bei der Brabag und in über 20 anderen Hydrierwerken produzierte synthetische Kraftstoff sollte die Abhängigkeit von Ölimporten vermindern und die Buna-Werke entwickelten synthetischen Kautschuk, um die Reifenindustrie von Rohgummiimporten zu befreien. Auch in der Konsumgüterproduktion wurde zunehmend auf Ersatzstoffe zurückgegriffen, zum Beispiel bei Radiogehäusen, Armaturengeräten und in der Bekleidungsindustrie: Wolle und Baumwolle wurden durch Kunstseide und Zellwolle ersetzt, Leder durch Igelit. Während bei der Ersatzstoffproduktion vor allem Privatunternehmen eingebunden waren, übernahm der Staat mit der Gründung der Reichswerke die Verarbeitung von Produkten, die für die Industrie unrentabel erschien.
Allgemein wird in der Geschichtsforschung davon ausgegangen, dass die Autarkiebestrebung vor 1936 noch keine militärstrategische Komponente besaß. Dies änderte sich ab August 1936 mit Hitlers Denkschrift zum Vierjahresplan und der daraus resultierenden Verordnung zur Durchführung des Vierjahresplans vom 18. Oktober 1936. Damit erhielt Hermann Göring die Generalvollmacht, binnen vier Jahren die wirtschaftliche und militärische Kriegsfähigkeit des Deutschen Reiches durch Autarkie und forcierte Aufrüstung zu erreichen. Ein von Hitler in seiner Denkschrift explizit gefordertes Ziel war eine stärkere Autarkie in der Rohstoffversorgung. Nach der Entlassung von Hjalmar Schacht als Reichswirtschaftsminister im Sommer 1938 stellte Göring den Vierjahresplan völlig auf wehrwirtschaftliche Ziele um, sodass die Bedürfnisse der zivilen Wirtschaft keine Berücksichtigung mehr fanden.
Hitlers Ziel bestand letztendlich darin, eine Versorgung des Deutschen Reiches möglichst unabhängig vom Ausland zu gewährleisten. Tatsächlich wurde im Dritten Reich eine Autarkie nie annähernd erreicht, weder in der Nahrungsmittelproduktion noch in der Treibstoffherstellung, geschweige in der Schwerindustrie. Die Autarkie war lediglich pars pro toto. Denn sehr wohl bildete der Außenhandel den wichtigsten Bestandteil der nationalsozialistischen Wirtschaftspolitik. Die wehrwirtschaftliche Versorgung war maßgeblich von der Einfuhr abhängig. Deshalb erfolgte ein erheblicher Ausbau des Clearingverfahrens, vor allem durch den Abschluss bilateraler Verträge mit südosteuropäischen sowie südamerikanischen Ländern und bis Juni 1941 mit der Sowjetunion. Auf dieser Basis bestand allerdings auch ein deutsch-britisches Zahlungsabkommen ab 1934.
Ziel der Außenhandelspolitik sollte die Bildung autarker Wirtschaftsräume sein, die letztendlich Hitlers Lebensraumforderung und der Vorstellung einer blockadesicheren europäischen Großraumwirtschaft entsprachen. Hierfür wurde im Jahr 1939 die Gesellschaft für europäische Wirtschaftsplanung und Großraumwirtschaft gegründet. Ob die nationalsozialistischen weltanschaulichen Grundauffassungen der Rassenideologie, verbunden mit der Autarkie- und Großraumtheorie, so etwas wie ein außenwirtschaftliches Programm darstellten, ist bis heute Gegenstand kontrovers diskutierter wissenschaftlicher Untersuchungen.

### DDR
Die im Dritten Reich praktizierte Autarkiepolitik führte die DDR fort. Dafür hatte das SED-Regime günstige Voraussetzungen, denn die DDR erbte den von Beginn an auf Autarkie ausgerichteten, großbetrieblich strukturierten mitteldeutschen Industriekomplex (Leunawerke, Brabag-Werke, Buna-Werke etc.). Zentrale Leitlinie der Wirtschaftspolitik in der DDR war die „Einheit von Wirtschafts- und Sozialpolitik“, welche durch Autarkie, Dirigismus und Fünfjahrespläne verwirklicht werden sollte. Obwohl sich die Versorgungslage absolut gesehen stetig verbesserte, führte die Forderung der DDR-Regierung nach einer immer besseren Versorgung der Bevölkerung, und zwar möglichst ohne notwendige Importe, zu einer Mangelwirtschaft. Tatsächlich erreichte die DDR in Teilbereichen der Landwirtschaft einen hohen Selbstversorgungsgrad. Ebenso war die DDR bei Strom und Wärme unter Verwendung heimischer Braunkohle autark. Jedoch konnte die Konsumgüterproduktion zu keinem Zeitpunkt das Lebensniveau im erwünschten Maß erhöhen. Zudem hatten die Autarkiebestrebungen in nahezu allen Wirtschaftszweigen negative ökologische Auswirkungen.
In der Landwirtschaft wurden durch Spezialisierung sowie durch Großflächigkeit eine Trennung von Tier- und Pflanzenproduktion angestrebt, um neben der autarken Versorgung der eigenen Bevölkerung, möglichst Devisen erwirtschaften zu können. Mit der Notwendigkeit einer effektiveren Bodennutzung und zur Sicherung von Ertragssteigerungen entstanden im Rahmen von Kollektivierungsmaßnahmen Landwirtschaftliche Produktionsgenossenschaften (LPG) und Volkseigene Güter (VEG). Zu einem tierischen Hauptnahrungsmittel der Bevölkerung sollte Hühnerfleisch werden. Unmittelbar nach Gründung der DDR wurde die Eier- und Geflügelproduktion flächendeckend so organisiert, dass eine autarke Versorgung ab Ende der 1950er Jahre gewährleistet war. In diesem Bereich konnte ein Selbstversorgungsgrad von jährlich über 110 % erreicht werden.
Die Eier- und Broilerproduktion erfolgte in insgesamt 22 industriellen Mastkombinaten (KIM). Die Bestandsgrößen der offiziell sogenannten Broilermastanlagen waren hoch. Innerhalb der Mastkombinate gab es Betriebe mit über einer Million Legehennen und 1,6 Millionen Hähnchen. Die Massentierhaltung ging zu Lasten der Umwelt, Menschen und Tiere. Jährlich fielen über Tausende Tonnen Geflügelexkremente an, die nicht selten in ehemaligen Steinbrüchen oder Sandgruben abgekippt wurden. Die Fäkalien führten zu extremen Geruchsbelästigungen und das für die Neutralisation der Abgase nötige Kaliumpermanganat stand in der DDR-Volkswirtschaft nicht in ausreichendem Maße zur Verfügung. Dazu brachen ab Beginn der 1970er Jahre durch die intensive Haltung und Konzentration großer Viehbestände großflächig Tierseuchen aus. Die DDR war weltweit das erste Land, das prophylaktische Impfungen gegen die Geflügelpest einführte. Diese sind heute in Deutschland und der EU aufgrund des Mutationsrisikos verboten.
Gleichfalls konnte in der Schweinefleischproduktion ein sehr hoher Selbstversorgungsgrad erreicht werden. Hier existierten zahlreiche Mastanlagen, in denen je Einzelbetrieb bis zu 180.000 Tiere gehalten wurden. Die Großanlagen arbeiteten sehr energie- und damit kostenintensiv. Daneben führten die Ausscheidungen der Tiere bei einer derartigen Konzentration zur enormen Ammoniakbelastung der Luft in der Umgebung der Mastbetriebe. Obwohl auf dieser Basis eine Autarkie aufgrund ausreichend hoher Tierbestände faktisch bestand und auch niemand in der DDR hungern musste, war die Versorgung der Bevölkerung mit Fleisch- und Wurstwaren von ständiger Knappheit geprägt. Denn Waren, die ursprünglich zur Deckung des Inlandbedarfs vorgesehen waren, wurden im großen Stil exportiert. Sehr viel Lebendvieh und frisch geschlachtetes Fleisch ging in den Export nach Westdeutschland. Im Gegenzug erhielt die DDR Devisen und importierte aus der Bundesrepublik älteres Kühlhausfleisch sowie billige Innereien. Das meiste Frischfleisch erhielt jedoch die UdSSR auf Grundlage spezieller „Öl-gegen-Fleisch-Tauschgeschäfte“. Nachdem die sowjetischen Genossen äußerst verärgert feststellten, dass die DDR-Führung das billige Erdöl gegen Devisen in den Westen verkaufte, hoben sie die Festpreise Mitte der 1970er Jahre auf und verteuerten das Öl um das Achtfache.
Damit blieb der DDR-Industrie nichts anderes übrig, als wieder auf die einheimische Braunkohle zurückzugreifen. Der in ganz Mitteldeutschland in ausreichender Menge vorhandene Rohstoff diente der über 100 % autarken Strom- und Wärmeerzeugung sowie der Herstellung carbochemischer Produkte, wie Synthesegas, Synthesekautschuk, Plaste, synthetische Kraftstoffe. So war auch die Benzinproduktion der DDR zu jeder Zeit größer als der Inlandsbedarf. Das hatte seine hauptsächliche Ursache im relativ niedrigen Motorisierungsgrad (1988: in der DDR 225, in der Bundesrepublik 470 PKW pro 1000 Einwohner). Lange Warteschlangen vor den Tankstellen waren jedoch keine Seltenheit, denn jährlich wurden bis zu 6 Millionen Tonnen Mineralölprodukte – in erster Linie Kraftstoffe – exportiert. Wichtigster Abnehmer war die Bundesrepublik.
Anstatt, wie ursprünglich vorgesehen, die mit größtenteils veralteten Ausrüstungen und Technologien kostenaufwendige Erzeugung carbochemischer Produkte einzustellen, ordnete die DDR-Wirtschaftsführung im Jahr 1980 an, vorhandene Anlagen zur Verarbeitung von Braunkohle zu stabilisieren, bereits abgeschaltete Hydrierwerke wieder anzufahren und die Kohleveredlung weiter auszubauen. Zentren der Kohleverflüssigung waren bis 1990 die Betriebe in Espenhain, Böhlen, Rositz, Lützkendorf und insbesondere das Hydrierwerk Zeitz. Vergiftete Gewässer, sterbende Wälder und die starke Belastung von Luft und Böden waren die Folge der ab 1980 verstärkten Verarbeitung von Braunkohle. Mit Ausstoßwerten von 5,2 Millionen Tonnen Schwefeldioxid und 2,2 Millionen Tonnen Schwebstaub erreichte die DDR im Jahr 1988 die höchsten Emissionswerte aller europäischen Länder.
Bis 1989 entfaltete sich die DDR mit jährlich 320 Millionen Tonnen zum größten Braunkohleproduzenten der Welt. 90 % der Kohleproduktion wurde zu Benzin und Diesel verarbeitet. Dafür ließ die Staatsführung der DDR mehrere Tausend Quadratkilometer umgraben, hunderte Orte zerstören und Zehntausende Menschen umsiedeln. Neben dem Verlust riesiger Feld- und damit Ertragsflächen führte die Zwangsumsiedlung zu einer Bevölkerungsverdichtung in den Städten und zunehmenden Versorgungsproblemen. Durch den Abbau von Braunkohle wurde der DDR jährlich etwa zwischen 12.000 bis 15.000 Hektar Fläche entzogen. Dabei betrug der Anteil der landwirtschaftlich genutzten Fläche fast 20 Prozent, was neben den ökonomischen Verlusten auch eine Vernichtung von ökologisch wichtigen Lebensräumen bedeutete. Schwerer wog das Verschwinden von bisher wirtschaftlich ungenutzten Flächen insbesondere Waldgebieten für dort angesiedelte Tiere und Pflanzen, ebenso wie der Wegfall von wasserwirtschaftlich genutzten Flächen, die das Absinken des Grundwasserspiegels hätten abfedern können.
Letztlich war die Verringerung der landwirtschaftlichen Flächen durch den Bergbau einer der Hauptgründe, warum die DDR pro Jahr bis zu 5 Millionen Tonnen Getreide importierte. Dabei handelte es sich überwiegend um Futtergetreide. Damit erwiesen sich die Autarkiebestrebungen des SED-Regimes als reine Misswirtschaft. Der Futtermittelverbrauch war durch die großen Tierbestände derart hoch, dass der Bedarf durch Eigenproduktion nicht gedeckt werden konnte. Deshalb wurde der Futterbedarf zu einem Fünftel durch Einfuhren gedeckt. Ab Beginn der 1970er Jahre verursachten Getreide- und Futtermittelimporte 60 % der Westschulden. Aufgrund dessen war die Staatsführung stets bemüht, die Futterimporte zu reduzieren, um Devisen zu sparen. So fielen die Getreideeinfuhren infolge von Importbeschränkungen von 4,8 Millionen Tonnen im Jahr 1978 bis auf 1,5 Millionen Tonnen im Jahr 1987. Die Folgen der Importrestriktionen zeigten sich umgehend: Für die Tiere gab es weniger Futter, sodass im Durchschnitt das Ablieferungsgewicht der Schweine von 127 auf 94 Kilogramm sank und der Bestand auf die Hälfte der Tiere schrumpfte.
Im Jahr 1987 stellte die Staatliche Plankommission fest, dass die Pläne und Berechnungen, autark aus eigener Kraft eine umfangreiche technologische Rationalisierung in der Industrie durchzusetzen, gescheitert waren. Abgeschottet vom Weltmarkt, überwiegend ausgestattet mit Vorkriegstechnik und wenig Innovationspotential, waren die Versuche absurd, in einem rohstoffarmen Land überproportional, in großem Stil einen für den Export produzierenden Sektor ressourcenintensiver Industrien autark betreiben zu können. Dazu kam, dass mangels technischen Fortschritts die Arbeitsproduktivität im Laufe der Zeit weit hinter der westdeutschen zurückblieb (1989: Bundesrepublik 100 %, DDR 28,5 %). Dieser Modernisierungsrückstand hatte ideologische Gründe. Die DDR verstand sich als Arbeiter-und-Bauern-Staat mit einem extrem hohen Konzentrationsgrad von Beschäftigten in der Landwirtschaft und in der Industrieproduktion. Demgegenüber stand eine extrem niedrige Zahl der Studierenden.

### Bundesrepublik
In der Bundesrepublik Deutschland wird der Autarkiebegriff seit den 1950er Jahren mit der Wiederaufnahme des Europagedankens beziehungsweise der Diskussion um Europa von der Politik meist abwertend verwendet, vor allem als Bezeichnung für eine unerwünschte Form der Abschottung anstelle gesamteuropäischer Zusammenarbeit und internationaler Freihandelspolitik. Vorherrschende Meinung ist heute, dass der Staat viele wesentliche Aufgaben nur im Zusammenwirken mit anderen Staaten zu erfüllen vermag, zum Beispiel die Wahrung der äußeren und der inneren Sicherheit, die Förderung der Wirtschaft oder der Forschung.
Im Zeitalter globaler Vernetzungen hat sich Deutschland von der Idee eines geschlossenen Handelssystems vollständig verabschiedet. Die Industrie der Bundesrepublik ist in allen Zweigen exportorientiert und auf ausländische Rohstoffe angewiesen. Gleichfalls ist Deutschland heute bei der Versorgung mit Nahrungsmitteln massiv vom Ausland abhängig. Das gilt sowohl bei Agrarrohstoffen als auch bei Fertigerzeugnissen. Laut Angaben des Statistischen Bundesamts sind seit Beginn des 21. Jahrhunderts die im Inland landwirtschaftlich genutzten Flächen für Ernährungszwecke deutlich zurückgegangen. Ein Grund dafür ist der zunehmende Anbau von Energiepflanzen, sodass sich die deutsche Bevölkerung immer mehr aus dem Ausland und immer weniger aus der eigenen Landwirtschaft ernährt.
Nach allgemeiner Lehrmeinung wäre die Umsetzung einer Politik der Autarkie heute auch nahezu undenkbar, da nationale Interessen in der Wirtschaft nur noch eine untergeordnete Rolle spielen. So bestimme nicht mehr der Staat, sondern Konzerne über Verlagerungen von Produktionsstätten ins Ausland, Firmenverkäufe oder Penetrationsstrategien. Dementsprechend gehe es in der globalen Wirtschaftspolitik nicht um einen Konsens, sondern um Profitinteressen, Gewinnsteigerung und Kapitalmaximierung.

## Andere Länder (Auswahl)
Das Ziel der Autarkie ist oft nur unter Wohlstandsverlusten erreichbar, da viele Güter im Inland nicht oder nur mit höheren Kosten produziert werden können. Der Wohlstandsverlust des autarken Landes wirkt sich wegen der Reduzierung der internationalen Arbeitsteilung auch auf andere Länder ungünstig aus. Trotzdem strebten in der Vergangenheit und streben auch in der Gegenwart viele Staaten eine Selbstversorgung an, beispielsweise mit landwirtschaftlichen Erzeugnissen oder in der Energieversorgung (partielle Autarkie), um etwa im Kriegs- oder Krisenfalle von Importen unabhängig zu sein.
Einige Länder der Erde sind aufgrund ihrer Größe und ihrer Bodenschätze oder ihrer sozioökonomischen und kulturellen Eigenheiten befähigt, in großem Maße wirtschaftlich autark sein zu können. Dazu zählen beispielsweise die Vereinigten Staaten, Russland und die Volksrepublik China. Allerdings gibt es heute kein Land auf der Welt, das nicht bestimmte Güter in andere Länder ausführt oder aus anderen Ländern einführt. Das Streben eines einzelnen Staates nach vollständiger Autarkie, egal ob freiwillig oder erzwungen, führt unweigerlich zu einer Isolation.

### Sowjetunion
Während die Arbeiter- und Soldatenräte im frühen Sowjetrussland eine vollständig autarke Wirtschaft anstrebten, bemühten sich Lenin und Trotzki schon vor Gründung der Sowjetunion um eine Dezentralisierung sowie Liberalisierung in der Landwirtschaft, im Handel und in der Industrie. Mit erheblichem Widerstand in der eigenen Partei verkündete Lenin im März 1921 die Neue Ökonomische Politik (NEP), aus der unter anderem mit Deutschland der Vertrag von Rapallo resultierte. Der Schwerpunkt der NEP lag jedoch nicht auf dem Außenhandel, sondern auf einer Stärkung des Binnenmarktes. Die Periode der NEP endete 1927 mit einem Beschluss auf dem XV. Parteitag der KPdSU.
In zunehmendem Maße befolgte die Außenwirtschaftspolitik Stalins das Ziel der Autarkie der Sowjetunion. Diese sollte die Binnenwirtschaft von den Vorgängen des Weltmarkts befreien. Dementsprechend schloss die Sowjetunion bis zur Mitte der 1930er Jahre nur 18 multilaterale Verträge, überwiegend mit Deutschland und Österreich im Bereich Technik und Gesundheit. Der Außenhandel erhielt damit die Rolle eines „Lückenbüßers“, getreu Stalins Devise: „Was im Land produziert werden kann, wird nicht importiert“. Diese Autarkiepolitik erfuhr nach dem Zweiten Weltkrieg keine Neuorientierung. So ließ die sowjetische Führung im Juni 1945 bei Gründung der UNO verkünden, bilaterale Verträge seien eine wesentlich greifbarere Bürgschaft für den Frieden als der Freihandel.
Nach dem Entstehen des sozialistischen Lagers gewannen multilaterale Verträge mit „Bruderstaaten“ zunehmend an Bedeutung, allerdings dominierten bis zum Jahr 1957 bilaterale Verträge. Innerhalb des RGW-Systems griffen dann die beteiligten Staaten auf das im Dritten Reich erfolgreich praktizierte Clearing-Verfahren zurück und wickelten den Außenhandel mittels Warengutschriften ab. Damit stellten die RGW-Staaten unter Führung der Sowjetunion nichts Geringeres als einen autarken Großwirtschaftsraum dar.

### Spanien
Zwei Jahre vor Ausbruch des Spanischen Bürgerkriegs gründeten die anarchistische CNT und die marxistische UGT unabhängig voneinander in Asturien und der Levante wirtschaftlich vollständig selbstversorgende Kommunen. Die beiden rivalisierenden Gruppierungen enteigneten Grundbesitzer, teilten das Land auf, erklärten das Wirtschaftssystem in den besetzten Gebieten für autark und regierungsunabhängig. Die kommunistischen und linksliberalen Fraktionen der Spanischen Republik, die ebenfalls eine kollektive Bewirtschaftung oder Aufteilung des Bodens unter den Bauern aber mittels zentraler Führung anstrebten, ließen die Autarkiebewegungen durch republikanische Regierungstruppen gewaltsam niedergeschlagen.
Diesen Bestrebungen entgegengesetzt, wird unter Historikern bis heute über die Autarkiepolitik von Francisco Franco kontrovers diskutiert. Vor allem in den Nachkriegsjahren bis 1952 wollte der Diktator infolge internationaler Ächtung eine Autarkie der spanischen Volkswirtschaft erreichen und diese durch Protektionismus untermauern. 1946 zogen mit Ausnahme von Argentinien alle Länder ihre Botschafter aus Madrid zurück, da sie ein autoritäres Regime nicht anerkennen wollten. Zeitgleich schloss Frankreich seine Grenze. Bis zur Gegenwart ist in der Geschichtswissenschaft umstritten, ob es sich bei Francos Isolation um eine freiwillige Entscheidung handelte oder nicht.
Als die beiden wichtigsten Instrumente der Autarkiepolitik werden das Instituto Nacional de Colonización (INC), also das Nationale Institut der Landentwicklung, und das Instituto Nacional de Industria (INI) angesehen. Die katastrophale wirtschaftliche Situation, in der sich Spanien aufgrund nahezu völliger Isolation befand, verbesserte sich durch die Vereinigten Staaten im Zuge des Koreakriegs. Um ihren Rückhalt gegen den Kommunismus im Rahmen ihrer Containment-Politik zu stärken, benötigten die Vereinigten Staaten Stützpunkte in Europa. Spanien mit seinen Häfen an der Meerenge von Gibraltar war somit eines der wichtigsten Länder Europas, außerdem hatte Franco immer seine ablehnende Haltung den Kommunisten gegenüber kundgetan.
So wurde, nachdem die Vereinigten Staaten im Jahr 1950 – und kurz danach alle westlichen Länder – Spanien diplomatisch wieder anerkannt hatten, am 26. September 1953 ein bilaterales Abkommen unterzeichnet, in dem Spanien den Vereinigten Staaten militärische Stützpunkte gewährte. Im Gegenzug bekam die Regierung in Madrid 225 Millionen US-Dollar als wirtschaftliche Soforthilfe und alle westlichen Länder nahmen wieder wirtschaftliche Beziehung mit Spanien auf. In dieser Folge begann die spanische Wirtschaft rasant zu wachsen. 1951 konnte das Land der FAO und der UNESCO beitreten. 1955 erfolgte die Aufnahme in die Vereinten Nationen, deren Sicherheitsrat das Franco-Regime ein paar Jahre zuvor in insgesamt drei Resolutionen verurteilt hatte. 1958 wurde Spanien Mitglied in der Organisation für Europäische Wirtschaftliche Zusammenarbeit und trat dem IWF und der Weltbank bei. Mit dem Plan de Estabilización beendete Franco 1959 offiziell die Autarkiepolitik.

### Albanien
Ein extremes Beispiel für das Streben nach völliger Autarkie und Unabhängigkeit war die Zeit des albanischen Alleingangs zwischen 1979 und 1990. Dabei ist zu beachten, dass die wirtschaftliche Entwicklung der am 29. November 1944 gegründeten Sozialistischen Volksrepublik Albanien sehr dynamisch begann. Der Abbruch der Beziehungen zu westeuropäischen Ländern, zu den Vereinigten Staaten und zu den Ostblockstaaten waren Folgen verschiedener Faktoren.
Die Isolation zu den kapitalistischen Ländern geht auf verdeckte Operationen der Vereinigten Staaten und Großbritannien zurück, die zwischen 1948 und 1952 versuchten, die albanische Regierung zu stürzen. Dafür rekrutierten die Geheimdienste der beiden Länder albanische Flüchtlinge und Exilpolitiker. Eine große Anzahl junger Albaner wurde in Malta, Zypern und Westdeutschland ausgebildet und ins Land geschleust. Der Versuch schlug fehl, weil der englische Doppelagent Kim Philby kurz vor der Intervention alle Informationen der Sowjetunion übermittelte. Albanien reagierte mit einer eisernen Isolierung nach Westen nebst Einführung der Todesstrafe für Landesverrat und Verschwörung sowie mit einer stärkeren Anlehnung an die Sowjetunion.
Eingebunden in das RGW-System entstanden große Schwerindustriebetriebe, zahlreiche Kohle-, Chrom-, Kupfer- und Eisenerzbergwerke, viele Einzelhandelsgeschäfte und Fabriken. Darüber hinaus wurden ertragsreiche Erdölfelder vor allem in der Umgebung von Ballsh und Patos erschlossen, riesige Wasserkraftwerke errichtet sowie Weinanbaugebiete, großflächige Oliven-, Zitronen- und Orangenbaumplantagen angelegt. Neue und höchst fruchtbare landwirtschaftliche Flächen wurden durch Trockenlegung von Sumpfgebieten gewonnen, beispielsweise der Myzeqe-Ebene. Der Bildungsstand konnte enorm erhoben werden, 1957 entstand in Tirana die erste Universität. Die Gleichberechtigung der Frau stellte in dem einst überwiegend muslimisch und albanisch-orthodox geprägten Land einen gewaltigen Fortschritt dar. Viele Ämter waren mit weiblichen Parteimitgliedern besetzt.
Als Folge der von Nikita Sergejewitsch Chruschtschow ab 1956 eingeleiteten Entstalinisierung kühlten sich die albanisch-sowjetischen Beziehungen schrittweise ab. Die Reformen waren mit den marxistisch-leninistischen Grundsätzen des albanischen Staatschefs Enver Hoxha zunehmend nicht mehr vereinbar. Nachdem Chruschtschow von der albanischen Führung die Überlassung von Militärstützpunkten an der Mittelmeerküste forderte und von der albanischen Wirtschaft verlangte, künftig nur noch Orangen und Rohstoffe zu exportieren, wertete Enver Hoxha dies als eindeutigen Versuch der Russen, das Land in eine koloniale Abhängigkeit zu bringen. Mit dieser Aussage kritisierte Hoxha im November 1960 bei einem Besuch in Moskau in Anwesenheit der anderen Ostblockstaatenvertreter offen den sowjetischen Kurs. Genauso wie Mao Zedong bezeichnete er die Politik der UdSSR als „roten Imperialismus“ und als Gefahr für den Weltfrieden. Dies führte im Jahr 1961 zum Abbruch sämtlicher Beziehungen zur UdSSR.
Die sowjetische Seite berief als erste am 25. November 1961 ihren Botschafter aus Tirana ab und überreichte am 3. Dezember 1961 dem albanischen Geschäftsträger in Moskau eine Verbalnote über den Abbruch der diplomatischen Beziehungen. Darin wurde unter anderem aufgeführt, dass die albanische Botschaft in Moskau antisowjetisches Material verteilt habe. In ihrer Antwortnote wies die Regierung der Volksrepublik Albanien am 9. Dezember 1961 die Behauptung als schändliche sowie provokatorische Beleidigung zurück und bestätigte damit die Beendigung der diplomatischen Beziehungen.
Neuer und einziger Verbündeter wurde die Volksrepublik China. Mao Zedong erklärte sich bereit, den gesamten Wegfall der sowjetischen Übereinkommen zu kompensieren. Damit wurde die Volksrepublik China der einzige Abnehmer albanischer Produkte, respektive Albanien völlig abhängig von der Volksrepublik China. Auf dieser Basis trat Albanien im Jahr 1968 aus dem RGW sowie dem Warschauer Pakt aus und erklärte sich zum „ersten atheistischen Staat der Welt“. Das neue Bündnis konnte jedoch die ausgefallenen Handelsbeziehungen nicht kompensieren. Es fehlte an Technik sowie an Ersatzteilen der überwiegend russischen Maschinen, wodurch der Verfall der Industrialisierung einsetzte. Die Annäherungsversuche Mao Zedongs an die Vereinigten Staaten im Jahr 1970 markierten den Anfang vom Ende der chinesisch-albanischen Freundschaft. Vollendet wurde der Bruch 1978, nachdem die Volksrepublik China verschiedene Zahlungen vollständig einstellt hatte. Damit hatte Albanien keinen Bündnis- und Handelspartner mehr.
Eine Annäherung an den Westen war für Hoxha undenkbar und eine Wiederaufnahme der Beziehungen mit der UdSSR aufgrund seiner antisowjetischen Äußerungen kaum möglich. Unter diesen Umständen wurde die Autarkie als die einzig mögliche Lösung gesehen. Das Land sollte sich nach den Vorstellungen von Enver Hoxha auf die eigenen Kräfte besinnen und auf ausländische Unterstützung völlig verzichten. Es folgten Jahre des absoluten Alleingangs und der Isolation. Aufgrund des positiven Bevölkerungswachstums und der fehlenden Nahrungsmittelimporte war Albanien ab Beginn der 1980er Jahre mit Ausnahme von Brot kaum noch in der Lage, den Bedarf an Grundnahrungsmitteln ausreichend zu decken. Diese sogenannte Brotgetreideautarkie brachte den Ackerbau bis in die höheren Gebirge. Auch Schüler, Studierende, Lehrer, Professoren, Künstler und Wissenschaftler wurden in Kampagnen zu mehrwöchigen Aufenthalten in die Albanischen Alpen und die Jablanica zum Wanderfeldbau geschickt.
Ramiz Alia, der 1985 die Nachfolge des verstorbenen Enver Hoxha antrat, war der Überzeugung, dass die Versorgungsschwierigkeiten innerhalb des Systems bewältigt werden können. Er setzte die Autarkiepolitik der Regierungspartei fort und erklärte 1989 vor dem VIII. Plenum des Zentralkomitees, dass die Partei kein anderes System zulassen werde. Dabei hatte sich die wirtschaftliche Lage mit seiner Amtsübernahme verschärft. Um die Probleme zu lösen, entschied sich die Parteiführung, innerhalb der Albanischen Staatsbank eine Abteilung für Devisenspekulation zu gründen. Das Startkapital wurde über bis heute ungeklärte Wege von privaten ausländischen Kreditgebern beschafft. Die Arbeit der staatlichen Spekulationsabteilung endete in einem Fiasko und beschleunigte den endgültigen Untergang der Sozialistischen Volksrepublik Albanien.
Sehr schnell erreichten die Spekulationsverluste Millionenbeträge im dreistelligen US-Dollar-Bereich. In einem Akt der Verzweiflung oder des Wahnsinns wurden dann im Herbst 1989 alle verfügbaren Devisen zusammengenommen und mit dem Gesamtbetrag auf eine Abwertung der Deutschen Mark (DM) gegenüber dem US-Dollar spekuliert. Das war das wirtschaftliche Ende. Denn zu dieser Zeit wurde die DM um 25 % aufgewertet. Damit war die Albanische Staatsbank zahlungsunfähig. Es konnten keine Löhne mehr gezahlt werden. Die Produktion brach zusammen, vor allem in der Landwirtschaft.
Für die Bevölkerung stellte die Autarkie in all den Jahren den Verzicht auf zahlreiche Konsumgüter dar. Die albanische Bevölkerung wuchs von 2.670.000 im Jahr 1980 auf 3.255.000 im Jahr 1990. Sozioökonomisch könnte diese Entwicklung auf kulturelle Eigenheiten, einen ausgeprägten Gemeinschaftsgeist, Genügsamkeit und die Fähigkeit zur kollektiven Selbstversorgung zurückgeführt werden. Diese Aspekte müssen nicht willentlich, moralisch, politisch, idealistisch oder normativ begründet, sondern können auch Ausdruck eines natürlichen Selbsterhaltungstriebs oder Altruismus sein, der oft durch Rücksicht auf andere gekennzeichnet ist.
Anderseits gewann bei den ersten demokratischen Wahlen im März 1991 die Arbeitspartei Albaniens unter unveränderter Führung von Ramiz Alia überwiegend mit den Stimmen der ländlichen Bevölkerung. Die Staatspartei hatte vor den Wahlen die landwirtschaftlichen Genossenschaften aufgelöst und jeder Dorffamilie 2000 Quadratmeter Land plus eine Milchkuh oder Ziegen und Schafe geschenkt. Vier Monate nach den Wahlen benannte sich die Arbeitspartei Albaniens in Sozialistische Partei Albaniens um. Im 2021 gewählten Parlament stellt sie die absolute Mehrheit, wie 1997, 2001, 2009, 2013 und 2017.

### Südafrika
Zwischen den Jahren 1984 und 1994 erhöhten verschiedene Staaten mittels Wirtschaftssanktionen zunehmend den Druck auf die südafrikanische Regierung, die Apartheidpolitik zu beenden. Heute steht fest, dass die Sanktionen die politische Transformation nicht auslösten, da Südafrika relativ autark auf einem vergleichsweise hohen wirtschaftlichen Standard existieren konnte. Vielmehr wird Südafrika als ein Beispiel dafür angesehen, dass Wirtschaftssanktionen praktisch keinen notwendigen Druck für größere politische Veränderungen hervorrufen und fast immer die Falschen treffen.
Im Fall von Südafrika trug ausschließlich die nicht europäischstämmige Bevölkerung die Last der internationalen Embargopolitik. Tausende verloren ihre Arbeit in Berg- und Stahlwerken, da verschiedene Länder aus Südafrika keine Steinkohle, Erze, Stahl- und Eisenprodukte mehr importierten. Von einem wirtschaftlichen Kollaps war Südafrika verschiedener Darstellungen zufolge weit entfernt, als die Regierung die Verhandlungen mit der Opposition aufnahm und die Apartheid beendet wurde.
Die politischen Sanktionen vieler Staaten im Bereich von Kriegswaffen waren wirkungslos, trotzdem arbeitete Südafrikas Regierung seit 1968 am Aufbau einer eigenen Rüstungsindustrie. Das sich dabei entwickelnde Kooperationsnetz zwischen in- und ausländischen Firmen reduzierte zwar die Abhängigkeit von ausländischen Staaten, erbrachte jedoch bis etwa 1980 nur eine partielle Autarkie auf diesem Sektor. Seit dem Jahr 1977 entwickelte sich parallel zu den inländischen Maßnahmen ein ausgedehntes System zur Umgehung der Sanktionen durch Reimporte aus NATO-Ländern oder in Form von direkten Beziehungen. Die zunehmende internationale Isolation Südafrikas und Dekolonisationsprozesse in Ländern des südlichen Afrikas ließen die Verteidigungsausgaben ansteigen. Für 1960/61 waren 44 Millionen Rand bereitgestellt, für 1964/65 waren es 233 Millionen Rand, 1969/70 waren es 272 Millionen Rand.
Als Gegenreaktion zur internationalen Sanktionsfront intensivierte man den Ausbau der eigenen regionalen Vormachtstellung in Verbindung mit diplomatischen Initiativen auf dem afrikanischen Kontinent, um hier die Isolation zu durchbrechen. Dabei setzte die Regierung auch auf die Spaltung unter den benachbarten Frontstaaten, was im Falle Mosambiks durch einen Nichtangriffsvertrag teilweise gelang.
In Wirklichkeit brachten die Folgen der Rubicon-Rede des Staatspräsidenten Botha vom 15. August 1985 sowie die vom US-Kongress herbeigeführten Boykottmaßnahmen zum Rückzug von US-Konzernen aus Südafrika transformierende Prozesse in Gang. Margaret Thatcher und Helmut Kohl weigerten sich, mit Maßnahmen auf europäischer Ebene und nationalen Entscheidungen dem Apartheidsystem eine internationale Politik entgegenzustellen. Innenpolitisch verursachte die Rede von Botha dagegen einen massiven Vertrauensverlust in die Wirtschaft des Landes, erhebliche Kursverluste an der Börse und anhaltende Unruhen mit Ausnahmezuständen. Um die Stabilität der auf Autarkie ausgerichteten Verhältnisse zu halten, setzte die Regierung Botha nun auf weiteren Ausbau von Maßnahmen des „Überwachungsstaates“ in Verbindung mit einem militärisch-geheimdienstlichen Befehlssystem (NSMM) zur tiefgehenden Beeinflussung von Wirtschaft und Zivilgesellschaft.
Um die infolge der verhängten Embargos bestehende Ölknappheit zu umgehen, entstanden zur Zeit der Apartheid unter anderem in Sasolburg und Secunda große CtL-Anlagen, mit denen synthetisches Benzin, Diesel und Öl sowie Grundstoffe für die chemische Industrie gewonnen werden konnten. Betreiber dieser Hydrierwerke war die von der staatlichen Industrial Development Corporation gegründete Suid-Afrikaanse Steenkool-, Olie- en Gasmaatskappy (Sasol). Die Sasol-Produktionsanlagen entwickelte das Staatsunternehmen mit verschiedenen privaten Projektpartnern. Auf Basis dieser Werke deckt Sasol bis heute einen großen Teil des südafrikanischen Kraftstoffbedarfs. Außerdem begannen im Jahr 1970 durch das Staatsunternehmen Soekor eine intensive Exploration von Erdgasfeldern im Festlandssockel vor der südafrikanischen Küste.
Die internationalen Konzerne Caltex, Esso und Mobil kontrollierten um 1970 etwa 44 % des südafrikanischen Marktes der petrochemischen Produkte. Die Regierung unternahm große Anstrengungen, um einen eigenen Sektor aufzubauen und die mit ausländischem Kapital errichteten Raffinerien zurückzudrängen. Im Dezember 1983 wurde in der UN-Generalversammlung ein Beschluss über umfassende Sanktionsmaßnahmen gegen Südafrika mit 124 Ja-, 16 Nein-Stimmen und 10 Enthaltungen verabschiedet, worin ein Ölembargo inbegriffen war. Die Vereinten Nationen kritisierten westliche Staaten, besonders die Vereinigten Staaten und Israel, wegen deren inzwischen gewachsener politischer, wirtschaftlicher und militärischer Zusammenarbeit mit Pretoria.
Die südafrikanische Wirtschaft war in der Lage, die Sanktionen in erheblicher Weise zu kompensieren. Unter landwirtschaftlichen Gesichtspunkten weist das Land aufgrund der guten klimatischen Bedingungen ein riesiges Potenzial auf. Wein, Obst, Zitrusfrüchte, Gemüse, Kartoffeln, Mais, Reis, Zucker, Tabak, sämtliche Getreidesorten, Wolle, große Viehherden – Südafrika stand mit einer gut entwickelten Landwirtschaft ein vielseitiges Angebot an Nahrungsmitteln zur Verfügung. Zudem sind in Regionen mit intensiver Landwirtschaft ausgedehnte Bewässerungssysteme angelegt worden, die pro Jahr zwei Ernten ermöglichten.
Gleichfalls war der Landwirtschaftssektor eng mit den industriellen Wirtschaftszweigen verknüpft. Somit konnte die südafrikanische Industrie wichtige für die landwirtschaftliche Produktion erforderliche Güter, wie Saatgut, Dünge- und Pflanzenschutzmittel sowie Maschinen, selbst bereitstellen. In der Montanindustrie entwickelte sich seit der Mitte des 20. Jahrhunderts ein zunehmend unabhängiger Maschinenbausektor mit starker Konzentration auf große Bergbau- und Baumaschinen (Bell etc.). Mit über 900 Bergwerken nebst der rohstoffverarbeitenden Schwerindustrie stellt der Montansektor unverändert die Grundlage der südafrikanischen Wirtschaftskraft dar, der seit dem Ende des 19. Jahrhunderts mit rund 60 % zu den Deviseneinkünften beiträgt. Das Land verfügt über sehr große Vorkommen an Gold, Diamanten, Steinkohle, Chrom, Mangan, Platinmetalle, Uran, Kupfer, Nickel, Titan, Antimon und Vanadium. Hinzu kommen weitere mineralische Rohstoffe, sodass Südafrika bei vielen Bodenschätzen, mit Ausnahme von Erdöl und Bauxit, eine autarke Position einnehmen kann.
Eigene und außenwirtschaftliche Ungleichgewichte versuchte Südafrika durch eine Strategie der Kooperation mit afrikanischen Ländern, vorzugsweise Nachbarländern, auszugleichen. Eine signifikante Wende der US-amerikanischen Außenpolitik im Rahmen der bisherigen Embargoposition gegenüber Südafrika trat mit der Präsidentschaft von Ronald Reagan ein, nachdem sich im Januar 1984 dessen Staatssekretär für Afrikafragen im State Department, Chester Crocker, mit Außenminister Pik Botha in Stellenbosch zusammengetroffen hatte. Nach dieser Zusammenkunft erklärte US-Außenminister George P. Shultz, dass er in Südafrika nun einen Wechsel in der Apartheidpolitik zum Positiven erkenne.
Als wirkungsarm erwies sich das Waffenembargo der Vereinten Nationen gegen Südafrika. Einerseits erfolgten die einzigen größeren Militäreinsätze der South African Defence Force in den Nachbarstaaten Angola, Mosambik und Simbabwe, wobei sie auch vom Territorium des besetzten Südwestafrika (Namibia) aus operierten. Andererseits konnte das südafrikanische Verteidigungsministerium Mitte der 1980er Jahre offiziell vermelden, dass Südafrika auch in diesem Bereich autark sei, da allein schon beispielsweise von Armscor 141 selbst entwickelte Munitionsarten im Land produziert werden konnten. Überdies stellte Südafrika Atomwaffen während der Embargozeit mit vorheriger ausländischer Unterstützung her.
In der Nachbetrachtung zeigten unter anderem das Hamburg Institute of International Economics und der Schweizerische Nationalfonds zur Förderung der wissenschaftlichen Forschung in umfangreichen Studien auf, dass bei den Sanktionen gegen Südafrika politische Gründe bei nicht wenigen Ländern eher eine untergeordnete Rolle spielten. Das Wirtschaftsembargo war in erkennbarem Maße von unterschiedlichen Eigeninteressen der sanktionierenden Länder bestimmt. Mehrere Staaten hofften, durch Sanktionen einen wettbewerbsfähigen Konkurrenten beiseite drängen zu können und Südafrika als Lieferant mineralischer Rohstoffe oder von agrarischen Erzeugnissen zu neutralisieren.
Das Beispiel Südafrika demonstriert somit deutlich nicht nur die Folgen von Sanktionen, sondern auch ihre beschränkte politische Wirksamkeit. Die internationalen Sanktionen stärkten das Bestreben nach Autarkie und die Wirtschaftssanktionen lösten die politische Transformation nicht aus.
Insgesamt haben die Sanktionen eine in Südafrika weit verbreitete wirtschaftspolitische Tradition verfestigt, sich nur selektiv in die Weltwirtschaft zu integrieren. Um nicht nur Südafrika, sondern ganz Afrika aus der Wirtschaftsmisere herauszuführen, empfahl unter anderem der renommierte Wirtschaftswissenschaftler Themba Sono vom südafrikanischen Thinktank Free Market Foundation in Johannesburg: „Wir müssen mit einfachen, beinahe biblischen Grundsätzen anfangen. Wir müssen Autarkie entwickeln.“

### Nordkorea
In Nordkorea spielt die ideologische Unabhängigkeit für Politik, Wirtschaft und Militär eine hermeneutische Rolle und hat daher einen übergeordneten Stellenwert. Grundlage dieser Ideologie ist die vom ersten Präsidenten Nordkoreas, Kim Il-sung, entwickelte Chuch’e („Dschutsche“). Darin wird unter anderem die wirtschaftliche Unabhängigkeit als materielle Basis angesehen. Die Betonung dabei liegt auf der Schwerindustrie, die als Rückgrat einer unabhängigen Wirtschaft angesehen wird. Diese nationale Autonomie ist jedoch nicht gleichzusetzen mit einem Autarkiezustand, wie dies oftmals in der Literatur zu finden ist. Es wird zwar dem sozialistischen Aufbau der Nation Priorität eingeräumt. Dabei soll aber der Handel gemäß der Chuch’e eben nicht vernachlässigt werden.
Tatsächlich war Kim Il-sung nach der Gründung Nordkoreas bestrebt, die Beziehungen zu anderen Staaten zu diversifizieren, weswegen sein Land 1949 die Mitgliedschaft in den Vereinten Nationen beantragte. Die Aufnahme scheiterte am Veto der Vereinigten Staaten. Zeitgleich verhängte die US-Regierung ein Wirtschaftsembargo gegenüber Nordkorea, dem sich nahezu alle westlichen Staaten anschlossen. Es gibt die Diskussion, ob die nordkoreanische Führung eine gezielte oder aufgezwungene Autarkiepolitik betreibt. Nordkorea war eines der ersten Länder, das 1949 diplomatische und wirtschaftliche Beziehungen zur DDR aufnahm. Zudem hatte Nordkorea einen Assoziierungsvertrag mit dem RGW. Wirtschaftlich nahm beispielsweise die Deutsche Arbeitsgruppe Hamhŭng die wichtigste Rolle beim Wiederaufbau der Hafenstadt Hamhŭng ein, die im Koreakrieg zu 80 % zerstört worden war. In Ostberlin existierten sogar Pläne für Urlaubsreisen der DDR-Bevölkerung nach Nordkorea.
Allerdings waren die Beziehungen der DDR zu Nordkorea von dem Wohlwollen der Regierung in Moskau und den ständigen Schwankungen im sowjetisch-nordkoreanischen Verhältnis gekennzeichnet. Als einziges kapitalistisches Land pflegte damals Burma Handelsbeziehungen zu Nordkorea. Nordkorea vermied es, sowohl von der Volksrepublik China als auch der Sowjetunion abhängig zu werden. Über die beiden direkten Nachbarn hinaus etablierte Nordkorea umfassende Beziehungen zu Vietnam, Kambodscha und zur Mongolei. Allgemein favorisierte die Führung in Pjöngjang, anstelle langfristiger Verträge, auf kurze Zeit angelegte ökonomische Abkommen, die in Devisen bezahlt wurden, auch seitens Nordkoreas.
Durch den Zusammenbruch des Ostblocks kam Nordkoreas Außenhandel Anfang der 1990er Jahre nahezu völlig zum Erliegen. Der Import billigen Erdöls, von Ersatzteilen für Maschinen, Kunstdünger und Nahrungsmitteln aus der Sowjetunion – beziehungsweise deren Nachfolgestaaten – riss fast gänzlich ab. Im Januar 1995 verabschiedeten sich die Vereinigten Staaten teilweise vom Wirtschaftsembargo und schlossen mit Nordkorea einen Handelsvertrag, unter anderem über Öllieferungen. Auch andere Länder der westlichen Staatengemeinschaft nahmen daraufhin partielle Handelsbeziehungen auf.
Ab dem Jahr 2000 zeichneten sich im Rahmen der sogenannten Sonnenscheinpolitik Entspannungserfolge zwischen Nord- und Südkorea ab. Mit zeitweisen Unterbrechungen produzieren südkoreanische Unternehmen seit 2003 in der nordkoreanischen Industrieregion Kaesŏng auf Grundlage von Zollfreiheit und freiem Handel. Im Zuge der Nordkorea-Krise 2013 verschlechterten sich die Beziehungen zu den Vereinigten Staaten, in deren Folge die Sanktionen, auch seitens EU, deutlich ausgeweitet und im Februar 2018 nochmals verschärft wurden. Seitdem bestehen gegen Nordkorea unterschiedliche güter- und dienstleistungsbezogene Beschränkungen, die sowohl den Verkauf, die Lieferung, die Weitergabe oder die Ausfuhr nach Nordkorea als auch die Einfuhr, den Erwerb und die Weitergabe von Gütern aus Nordkorea verbieten.
Die Gratwanderung zwischen Machterhalt und Gesichtsverlust vollzieht der nordkoreanische Staat, indem er sein Handeln weiterhin an seinem staatstragenden Prinzip des Strebens nach Autarkie ausrichtet. Das heißt konkret, dass sein Krisenmanagement einerseits auf die Stärkung der nationalen Lebensmittelproduktion zielt. Andererseits scheint das Land seinen wirtschaftlichen Tiefpunkt durch eine Stärkung seines Binnenmarktes (Ausbau der Infrastruktur, viele kleine und große Bauprojekte, Zulassung privater Händler und Kleinunternehmer etc.) im letzten Jahrzehnt überwunden zu haben, da Nordkoreas Wirtschaft, Schätzungen westlicher Beobachter zufolge, seit 2010 um jährlich 3 % wächst.

## Autarke Privathaushalte
Seit Beginn des 21. Jahrhunderts findet zunehmend die Bezeichnung „autarke Haushalte“ Verwendung – allerdings mit unterschiedlichen Bedeutungen. Allgemein gilt ein Leben und Bauen „off-the-grid“ vor allem als ein Zukunftsthema und für manche Menschen als ein Weg zu mehr Nachhaltigkeit.
Bei einem autarken Haus heißt das, unabhängig vom örtlichen Strom-, Wasser- und Wärmenetz zu leben und somit vollkommen selbstversorgend zu sein. In Deutschland gestaltet sich eine komplett selbständige Versorgung relativ schwierig, da beispielsweise bereits aus baurechtlichen Gründen meist ein Anschluss an die örtliche Kanalisation vorhanden sein muss und ebenso ein Anschluss an die Strom- und Wasserversorgung. Der Grund dafür ist, dass auf Basis der Hygienevorschriften grundsätzlich eine Senkgrube als Kanalisationsersatz unzulässig ist und das Gesundheitsamt die Verwendung von Regen- oder nicht regelmäßig kontrolliertem Brunnenwasser als Trinkwasser untersagt.
Im Bereich des alternativen und nachhaltigen Bauens gibt es einige Wohnkonzepte, die autarke Versorgung in ihr Konzept von vornherein mit einschließen. In der Praxis erhielten jedoch die wenigsten dieser Projekte bislang überhaupt Baugenehmigungen. Trotz dieser Beschränkungen ist es aber möglich, ein weitgehend autarkes Haus zu bauen, das ohne externe Stromversorgung auskommt. Hier bieten sich unterschiedliche Möglichkeiten der Energieautarkie an, zum Beispiel Photovoltaikanlagen, Solar, Windräder oder -turbinen, Blockheizkraftwerke.
Ein wirklich autarkes Leben bedingt ein außergewöhnliches Maß an Idealismus, um die damit verbundenen Einschränkungen aufzuwiegen. Es bedeutet einen kompletten Umbau des eigenen Lebensstils und die vollkommene Selbstverantwortung. Personen, die sich dafür entscheiden, müssen viele Gegenstände selbst bauen und vor allem Lebensmittel in einem eigenen Garten oder auf einem Feld selbst herstellen können. Die Produktion von Nahrungsmitteln erfordert eventuell Tierhaltung, gegebenenfalls Kenntnisse in der Milchproduktion und -verarbeitung, Vorratsbeschaffung von Nahrung für den Winter, Sachverstand über Fruchtwechsel sowie Obst- und Gemüsesorten etc. Im Grunde genommen entspräche eine komplett autarke Lebensweise einer Rückkehr zu einem Leben, das Bauern vor dem Jahr 1850 führten, womit die technischen und gesellschaftlichen Errungenschaften der letzten 170 Jahre obsolet wären.